# دانيال إتش. ريتشاردز
دانيال إتش. ريتشاردز هو صحفي وسياسي أمريكي، ولد في 12 فبراير 1808، وتوفي في 6 فبراير 1877. انتخب عضو جمعية ولاية ويسكونسن ‏.